# Mahamat Kamoun
Mahamat Kamoun (sinh ngày 13 tháng 11 năm 1961) là chính khách người Trung Phi, Thủ tướng lâm thời của nước Cộng hòa Trung Phi kể từ ngày 10 tháng 8 năm 2014. Ông là người Hồi giáo đầu tiên giữ chức thủ tướng ở Cộng Hòa Trung Phi từ khi quốc gia này giành độc lập từ nước Pháp vào năm 1960.
Ông là Tổng giám đốc ngân khố dưới thời cựu tổng thống Francois Bozize. Ông từng là người đứng đầu nội các của Tổng thống Michel Djotodia và phục vụ như một cố vấn để tạm thời của Tổng thống Catherine Samba-Panza trước khi được bổ nhiệm làm Thủ tướng Chính phủ.